# Kogevask
Kogevask er en dansk kortfilm fra 1997 med instruktion og manuskript af John Tranholm.

## Handling
En ond og amoralsk historie. Samfundets overklasse møder samfundets bundskraber. Et djævelsk kammerspil om magt og skyld.